# Lemon (anime)
Pour les articles homonymes, voir Lemon.
 (septembre 2014).
- Si vous ne connaissez pas le sujet, laissez ce bandeau (vous pouvez alors contacter les auteurs).
- Si vous supprimez le contenu mis en cause (vous pouvez préalablement contacter les auteurs),

argumentez précisément cette suppression dans la page de discussion
(un manque de référence n'est pas un argument ; une recherche réelle de référence doit avoir été effectuée, être formellement documentée).
 (septembre 2014).
Si vous disposez d'ouvrages ou d'articles de référence ou si vous connaissez des sites web de qualité traitant du thème abordé ici, merci de compléter l'article en donnant les références utiles à sa vérifiabilité et en les liant à la section « Notes et références ».
Lemon est un terme utilisé dans les fanfictions afin d'avertir le lecteur d'une histoire de son contenu sexuel explicite (yaoi, yuri, etc.) ou par extension de son contenu réservé à un lectorat mature : violence, mort,... 
Certains utilisent divers fruits (souvent des fruits acides tels que les agrumes) comme une échelle progressive. Par exemple, on pourra trouver les termes de :
- "citrus" (agrume) pour indiquer une histoire sans violence ni scène explicite.
- "orange" indique une histoire romantique : baisers, calins, mais sans acte sexuel.
- "lime" (citron vert), indique une histoire qui mentionne des actes sexuels ou violents sans les décrire.
- "lemon" sert dans cette échelle à prévenir que l'histoire comprend des actes sexuels conventionnels, ou des actes violents, qui seront décrits
- "grapefruit" (pamplemousse) quant à lui signale une œuvre intégralement orientée vers le sexe ou la violence.
- "pineapple" (ananas) avertit spécifiquement de la description d'actes relevant du BDSM.

Le terme smut, ou « charbon » signale une fanfiction dont le seul but est de décrire des actes sexuels et dont l'intrigue n'est qu'un prétexte. 
Le mot lemon est en réalité dérivé d'un anime japonais appelé Cream Lemon, qui est une série hentai au contenu sexuel plus qu'explicite. Toutefois, le fait que la cyprine sécrétée par la vulve lors de l'excitation sexuelle ait un goût plutôt acide pourrait aussi être un facteur de l'utilisation de noms de fruits acides pour parler de fanfictions au contenu sexuel explicite.[réf. nécessaire]